# Веделаго
Веделаго (итал. Vedelago) — коммуна в Италии, располагается в провинции Тревизо области Венеция.
Население составляет 15 016 человек (на 2005 г.), плотность населения составляет 244 чел./км². Занимает площадь 61,66 км². Почтовый индекс — 31050. Телефонный код — 0423.
Покровителем коммуны пункта считается святитель Мартин Турский. Праздник ежегодно празднуется 11 ноября. Также покровительницей коммуны (район Casacorba) почитается святая Фоска.

## Достопримечательности
- В Фанцоло под Веделаго расположено одно из самых прославленных творений Андреа Палладио — вилла Эмо.